# Puerto Serrano
Puerto Serrano est une ville d’Espagne, dans la province de Cadix, communauté autonome d’Andalousie.

## Géographie

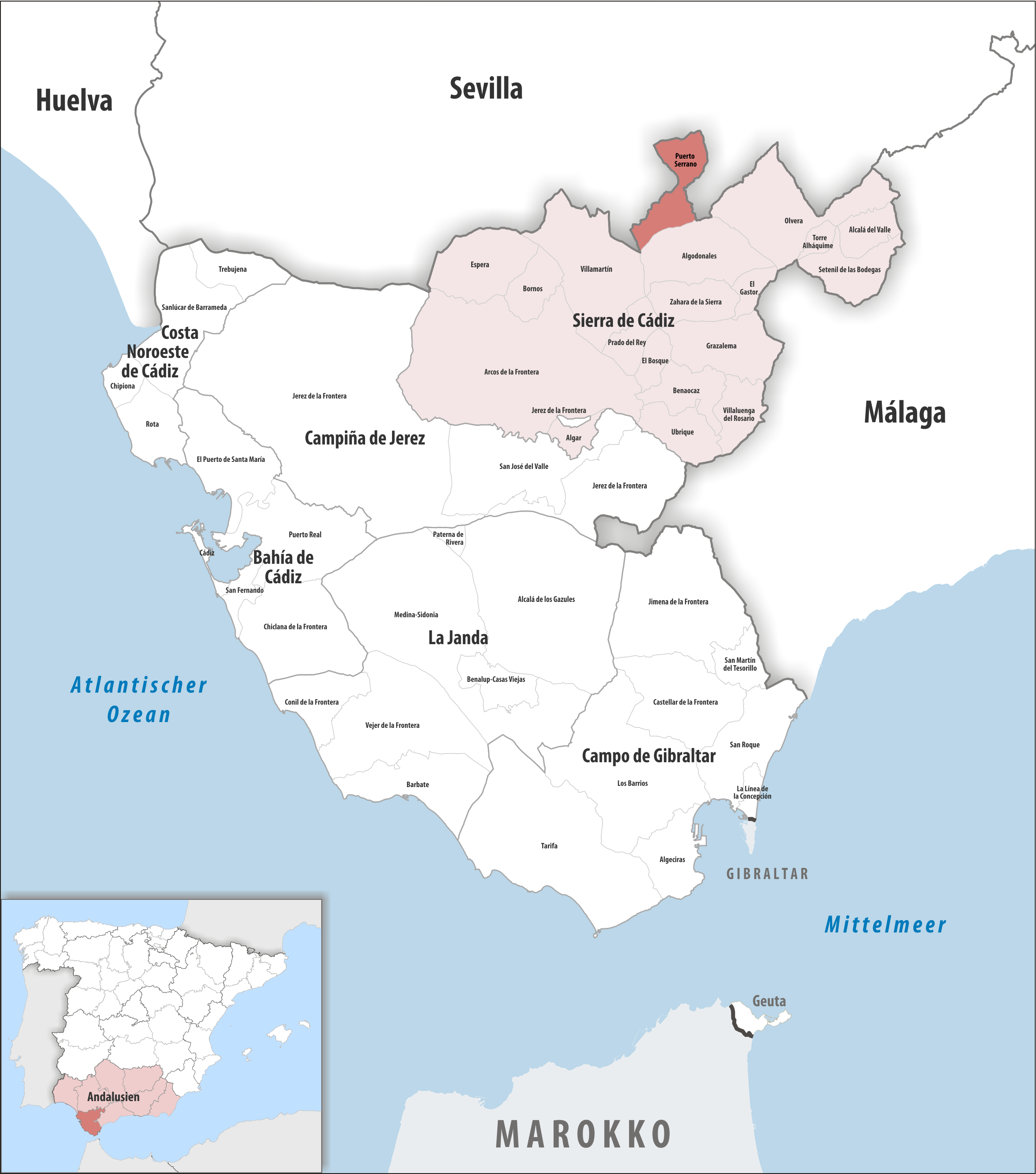
Puerto Serrano dans la province de Cadix / en Andalousie

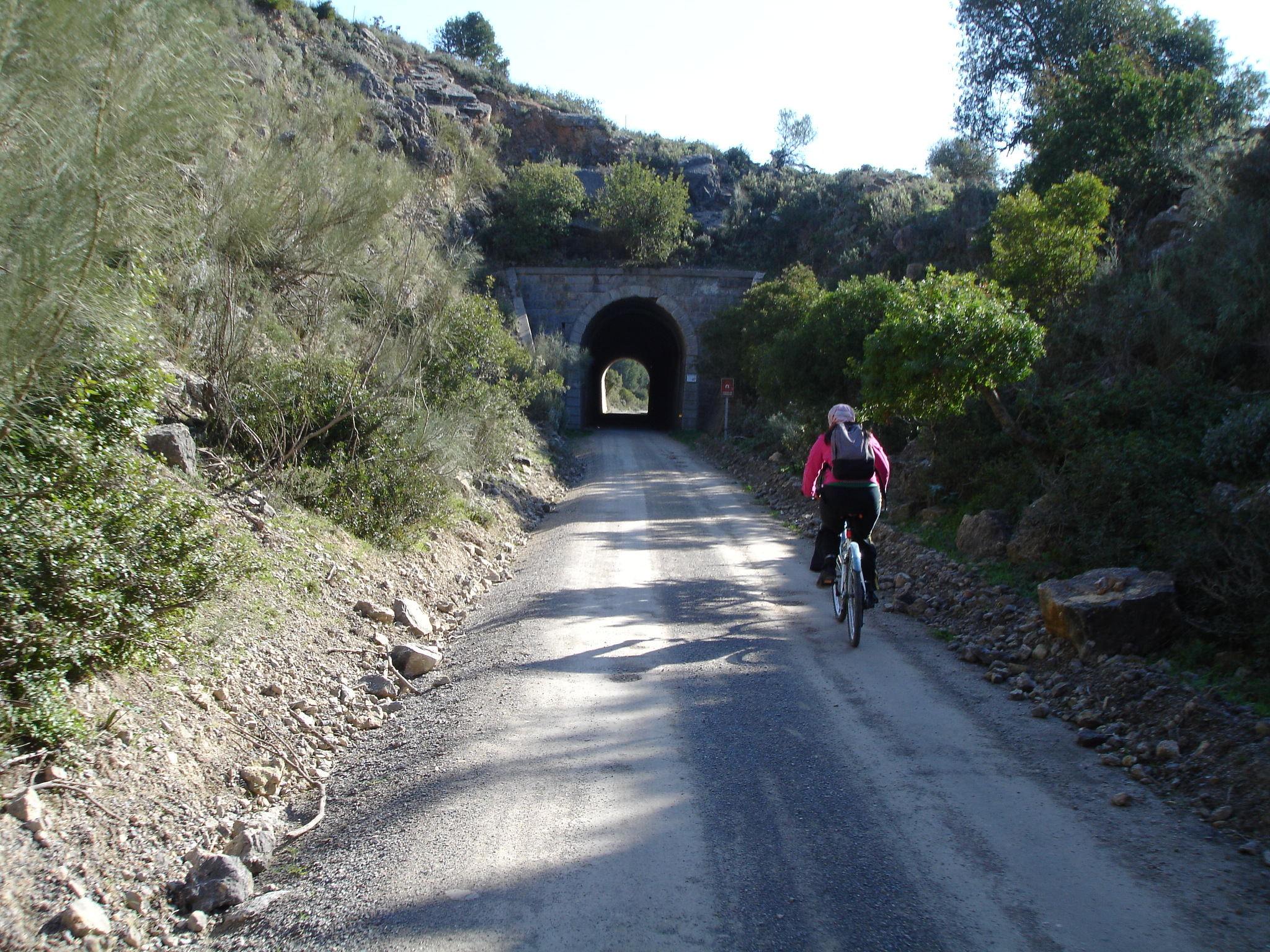
Vía Verde de la Sierra

### Localisation
La commune de Puerto Serrano est dans la comarque de Sierra de Cadix, dans la province de Cadix, en limite nord de celle-ci ; sauf pour son côté sud, la commune est entourée de toutes parts de communes appartenant à la province de Séville.
Cadix est à 98 km au sud-ouest ;
Jerez de la Frontera à 65 km sud-ouest ;
Séville à 73 km au nord-ouest ;
Malaga à 147 km est-sud-est ;
Gibraltar à 165 km sud ;
Algésiras à 148 km sud ;
Marbella à 118 km au sud-est.
La Vía Verde de la Sierra (es) se termine sur la commune, empruntant une ancienne voie de chemin de fer – et ses tunnels – pour joindre Puerto Serrano, Coripe et Olvera.